# Liste der Biografien/Ye
Liste der Biografien |
Portal Biografien |
Personensuche
# |
A |
B |
C |
D |
E |
F |
G |
H |
I |
J |
K |
L |
M |
N |
O |
P |
Q |
R |
S |
T |
U |
V |
W |
X |
Y |
Z |
?
 
Ya |
Yb |
Yc |
Yd |
Ye |
Yf |
Yg |
Yh |
Yi |
Yk |
Yl |
Ym |
Yn |
Yo |
Yp |
Yr |
Ys |
Yt |
Yu |
Yv |
Yw |
Yx |
Yz
Die Liste der Biografien führt alle Personen auf, die in der deutschsprachigen Wikipedia einen Artikel haben. Dieses ist eine Teilliste mit 408 Einträgen von Personen, deren Namen mit den Buchstaben „Ye“ beginnt.

## Ye
- Ye Htet Aung (* 1997), myanmarischer Hammerwerfer
- Ye Jianying (1897–1986), chinesischer Feldmarschall und PolitikerYe Jianying (1897–1986)

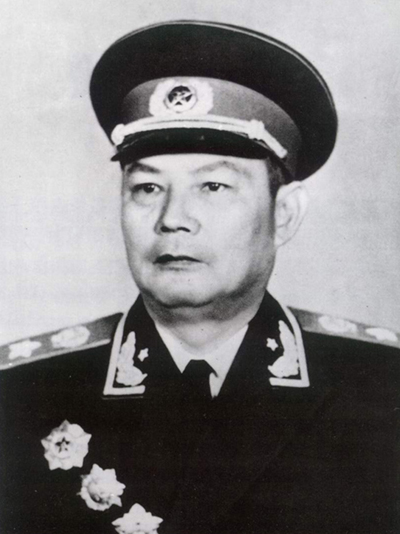
Ye Jianying (1897–1986)

- Ye Ko Oo (* 1994), myanmarischer Fußballspieler
- Ye Min Thu (* 1998), myanmarischer Fußballspieler
- Ye Ting (1896–1946), chinesischer General
- Ye Tun Zaw (* 1994), myanmarischer Fußballspieler
- Ye Yifei (* 2000), chinesischer Autorennfahrer
- Ye Yint Aung (* 1998), myanmarischer Fußballspieler
- Ye Yint Tun (* 1995), myanmarischer Fußballspieler
- Ye, Bi (* 1994), chinesischer Snowboarder
- Ye, Changchi (1849–1917), chinesischer Historiker, Bibliophiler und Beamter
- Ye, Chengzhong (1840–1899), chinesischer Geschäftsmann in der Schlussphase der Qing-Dynastie
- Ye, Chong (* 1969), chinesischer Florettfechter
- Ye, Fashan († 720), daoistischer Wundertäter und Geisterbeschwörer
- Ye, Guangfu (* 1980), chinesischer Kampfpilot und Raumfahrer
- Ye, Hao (* 1957), chinesischer Diplomat
- Ye, Hong-wei (* 1999), taiwanischer Badmintonspieler
- Ye, Hui (* 1981), chinesische elektroakustische Musikerin und Medienkünstlerin
- Ye, Jiabei (* 1993), chinesische Leichtathletin
- Ye, Jiangchuan (* 1960), chinesischer Schachmeister
- Ye, Jun (* 1967), chinesisch-amerikanischer Physiker
- Ye, Mingchen (1807–1859), chinesischer Beamter
- Ye, Peijian (* 1945), chinesischer Nachrichtentechnik- und Computer-Ingenieur, Vater der Chang’e-Mondsonden
- Ye, Qiaobo (* 1964), chinesische Eisschnellläuferin
- Ye, Qiuyu (* 1997), chinesische Tennisspielerin
- Ye, Qun (1917–1971), chinesische Politikerin
- Ye, Shengtao (1894–1988), chinesischer Schriftsteller
- Ye, Shiwen (* 1996), chinesische Schwimmerin
- Ye, Xiaogang (* 1955), chinesischer Komponist zeitgenössischer Musik
- Ye, Yinyu (* 1948), US-amerikanischer Mathematiker
- Ye, Zhaoying (* 1974), chinesische Badmintonspielerin

### Yea
- Yeager, Bunny (1930–2014), US-amerikanische Fotografin und Model
- Yeager, Chuck (1923–2020), US-amerikanischer General der US-Luftwaffe und TestpilotChuck Yeager (1923–2020)

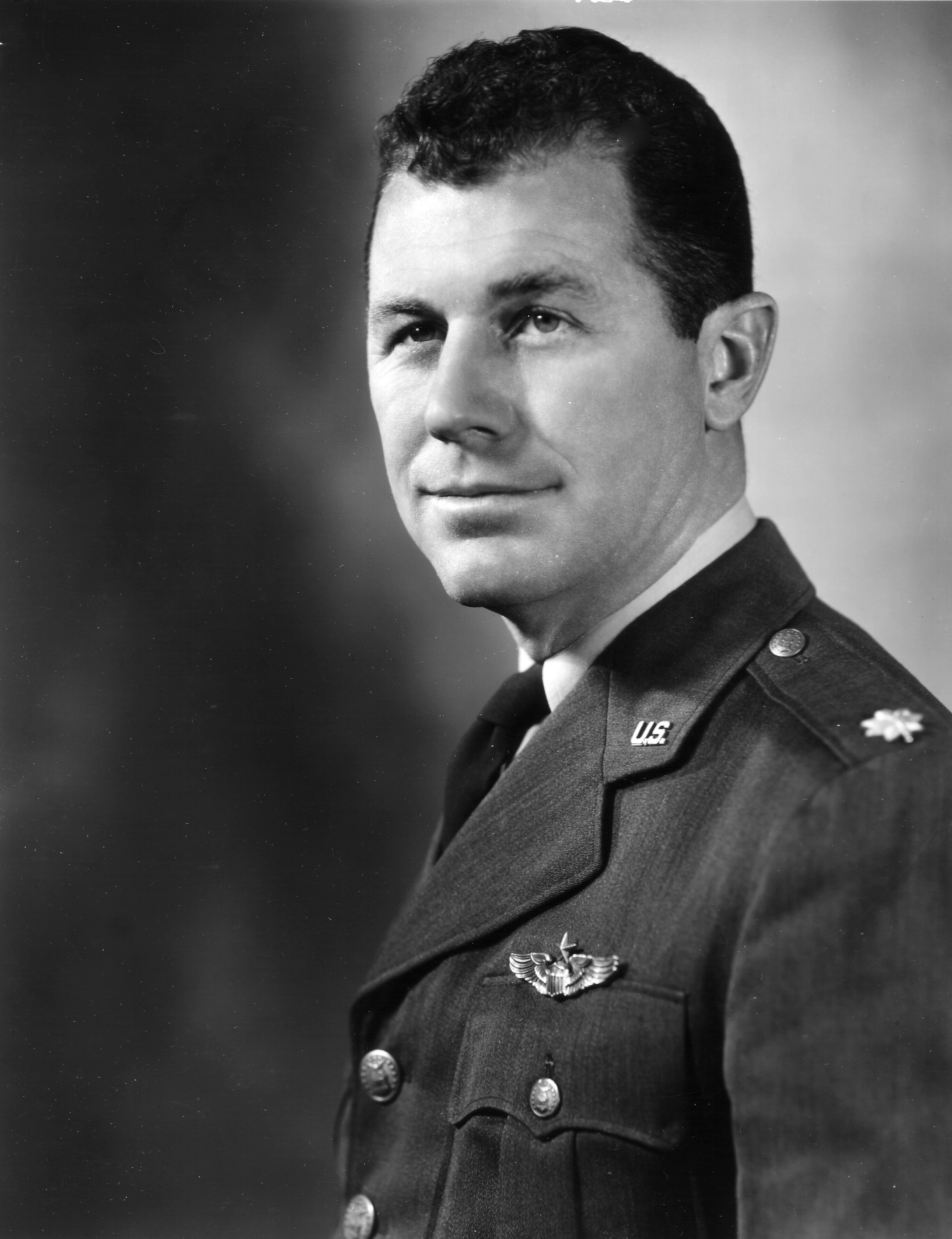
Chuck Yeager (1923–2020)

- Yeager, Jason, amerikanischer Jazzmusiker (Piano, Komposition)
- Yeager, Jeana (* 1952), US-amerikanische Testpilotin
- Yeager, Laura, US-amerikanische Offizierin und Generalin
- Yeager, Richard (1917–1979), US-amerikanischer Badmintonspieler
- Yeager, Ronny (* 1952), US-amerikanischer Skilangläufer
- Yeager, William (* 1940), US-amerikanischer Ingenieur
- Yeagley, Susan (* 1972), US-amerikanische Schauspielerin
- Yeah, Ms (* 1994), chinesische YouTuberin
- Yeaman, George Helm (1829–1908), amerikanischer Politiker
- Yeamans, John (1611–1674), englischer Politiker; Gouverneur der Province of South Carolina
- Yéanzi (* 1988), ivorischer Künstler, Maler und Zeichner
- Yeap, Felixia (* 1986), malaysisches Model
- Yeardley, George († 1627), britisch-amerikanischer Politiker
- Yeargin, Nicole (* 1997), schottische Sprinterin
- Yearwood, Lennox (* 1942), Mittelstreckenläufer und Sprinter aus Trinidad und Tobago
- Yearwood, Robin, antiguanischer Politiker
- Yearwood, Trisha (* 1964), US-amerikanische Countrysängerin und Schauspielerin
- Yearwood, Wayne (* 1964), kanadischer Basketballspieler
- Yeast, Skyler, US-amerikanischer Schauspieler und ein Model
- Yeat (* 2000), US-amerikanischer RapperYeat (* 2000)

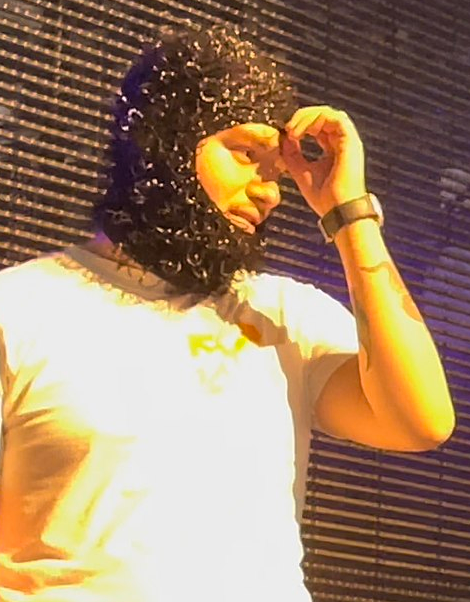
Yeat (* 2000)

- Yeater, Charles (1861–1943), US-amerikanischer Politiker
- Yeates, Jesse Johnson (1829–1892), US-amerikanischer Politiker
- Yeates, Mark (* 1985), irischer Fußballspieler
- Yeates, Robert, britischer Erfinder
- Yeates, Victoria (* 1983), britische Theater- und Filmschauspielerin
- Yeatman, Hoyt (* 1955), US-amerikanischer Regisseur und Visuell-Effekt-Spezialist
- Yeatman-Eiffel, Savin (* 1970), französischer Regisseur
- Yeaton, Jessica (* 1991), australische Skilangläuferin
- Yeats, Dorothy (* 1993), kanadische Ringerin
- Yeats, Elizabeth (1868–1940), anglo-irische Pädagogin und Verlegerin
- Yeats, Jack Butler (1871–1957), irischer Künstler und Autor
- Yeats, John Butler (1839–1922), irischer Jurist und Maler
- Yeats, Lily (1866–1949), irische Stickerin
- Yeats, Matthew (* 1979), kanadischer Eishockeytorwart
- Yeats, Michael (1921–2007), irischer Politiker, MdEP
- Yeats, Ron (1937–2024), schottischer Fußballspieler
- Yeats, William Butler (1865–1939), irischer DichterWilliam Butler Yeats (1865–1939)

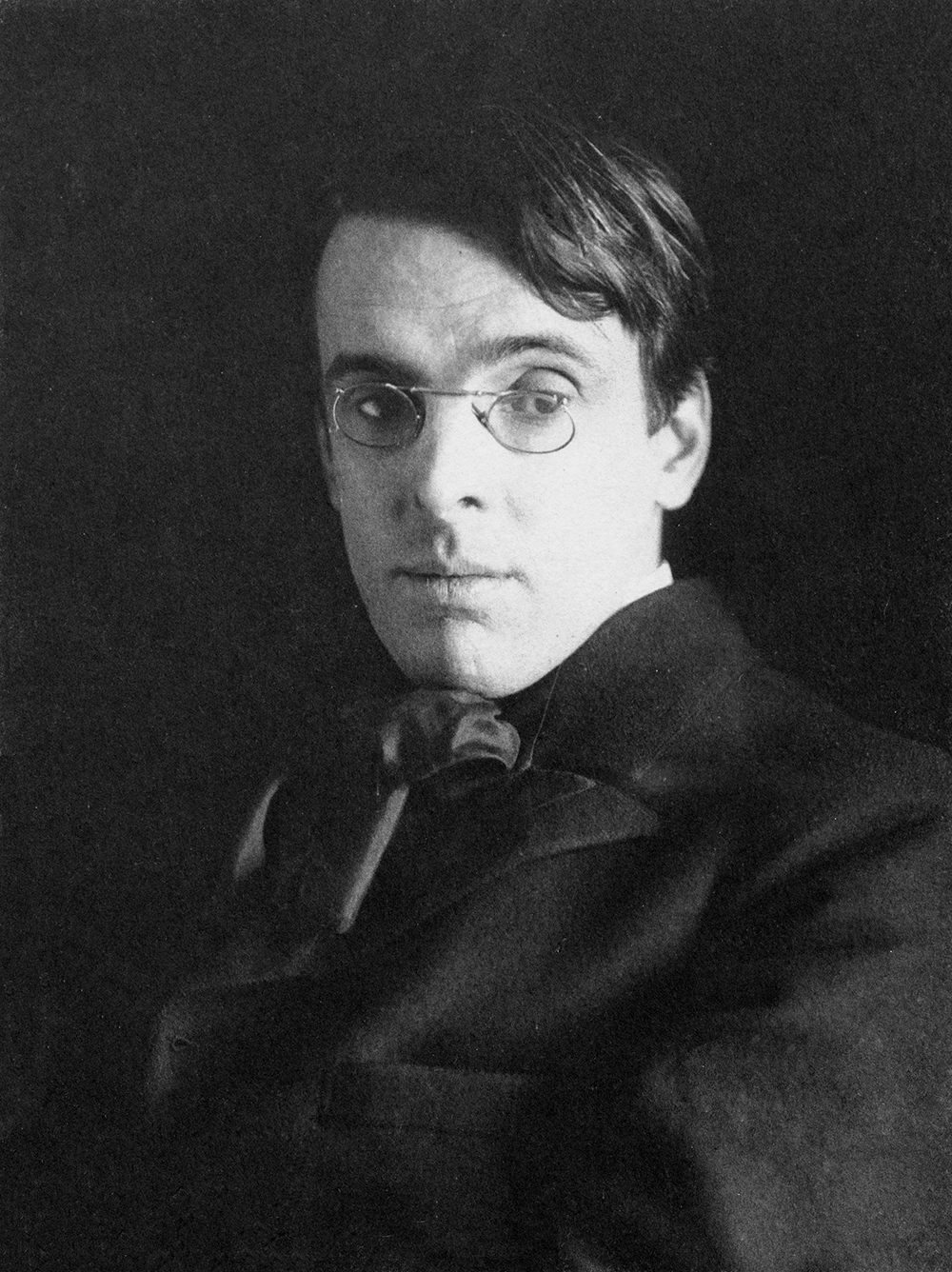
William Butler Yeats (1865–1939)

- Yeaworth, Irvin S. junior (1926–2004), US-amerikanischer Filmproduzent und Drehbuchautor

### Yeb
- Yebda, Hassan (* 1984), französisch-algerischer Fußballspieler
- Yebio, Kidane (* 1958), eritreischer Geistlicher
- Yeblé, Christine (* 1992), ivorische Fußballspielerin
- Yebo, Kevin (* 1996), deutsch-ivorischer Basketballspieler
- Yeboah, Anthony (* 1966), ghanaischer Fußballspieler
- Yéboah, Daniel (* 1984), ivorischer Fußballtorhüter
- Yeboah, John (* 2000), ecuadorianisch-deutscher Fußballspieler
- Yeboah, Kelvin (* 2000), italienisch-ghanaischer FußballspielerKelvin Yeboah (* 2000)

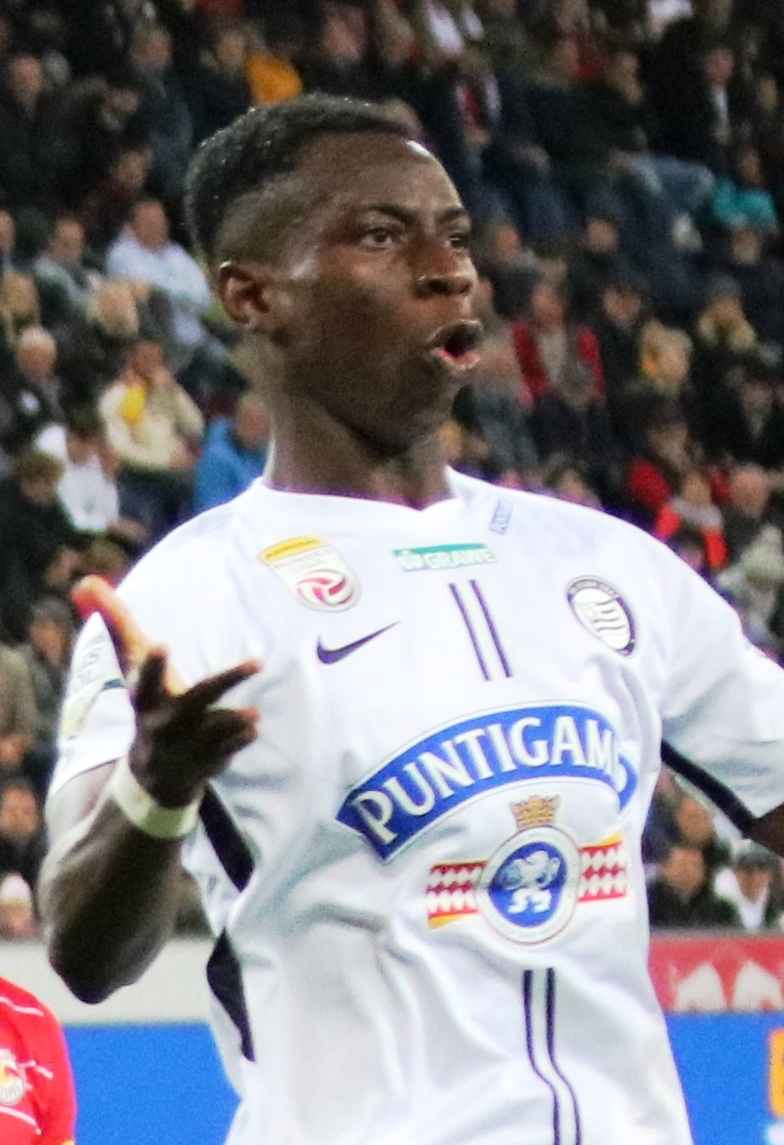
Kelvin Yeboah (* 2000)

- Yeboah, Kevin Ansu (* 1986), deutscher American-Football-Spieler
- Yeboah, Kwame (* 1994), australischer Fußballspieler
- Yeboah, Regina (* 1996), ghanaische Siebenkämpferin
- Yeboah, Rita (* 1976), ghanaische Fußballspielerin
- Yeboah, Rose (* 2001), ghanaische Hochspringerin
- Yeboah, Samuel (* 1986), ghanaischer Fußballspieler
- Yeboah, Samuel Kofi (1964–1991), ghanaischer Flüchtling und Mordopfer in Deutschland
- Yeboah, Vanessa (* 2002), deutsch-ghanaische Schauspielerin
- Yeboah, Yaw (* 1997), ghanaischer Fußballspieler
- Yeboah-Manu, Dorothy, ghanaische Mikrobiologin und Hochschullehrerin
- Yebra, Melchor de (1526–1586), Entwickler eines Fingeralphabets für Gehörlose

### Yec
- Yecong, He (* 1994), chinesischer Tennisspieler

### Yed
- Yeddanapalli, Ambrose Papaiah (1914–1997), indischer Ordensgeistlicher, Bischof von Bellary
- Yeddyurappa, B. S. (* 1943), indischer Politiker
- Yedek, Köksal (* 1985), türkischer Fußballspieler
- Yedid, Yitzhak (* 1971), israelischer Pianist, Improvisationskünstler
- Yediler, İskender (* 1953), deutsch-türkischer Bildhauer
- Yedlin, DeAndre (* 1993), US-amerikanischer Fußballspieler
- Yedlin, Noa (* 1975), israelische Schriftstellerin
- Yedlin, Steve (* 1975), amerikanischer Kameramann
- Yedoh, Bruno Essoh (* 1963), ivorischer Geistlicher und römisch-katholischer Bischof von Bondoukou

### Yee
- Yee Herng Hwee (* 1997), singapurische Tischtennisspielerin
- Yee Sing, Stephanie (* 1988), jamaikanische Fußballschiedsrichterassistentin
- Yee, Alex (* 1998), englischer TriathletAlex Yee (* 1998)

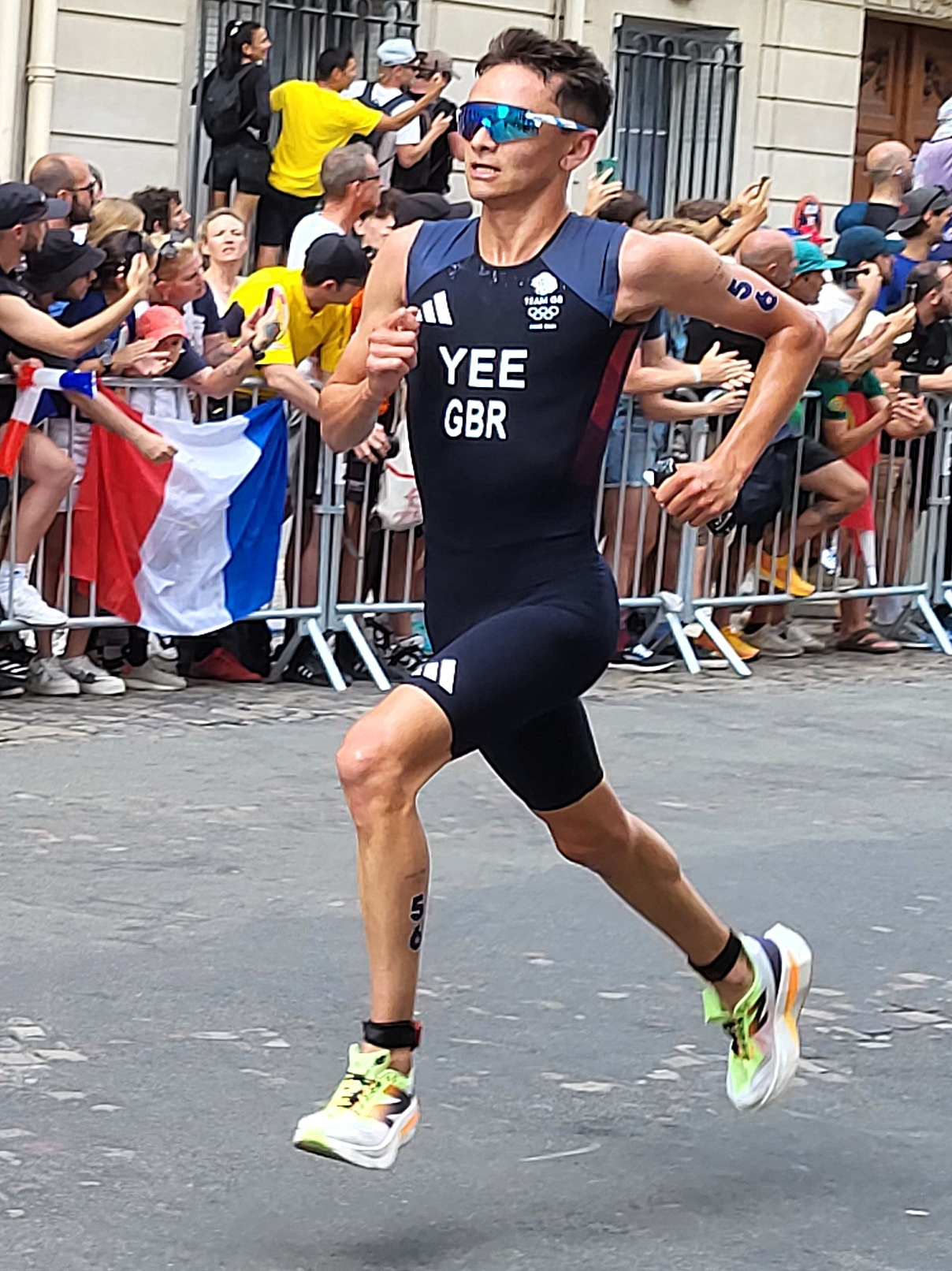
Alex Yee (* 1998)

- Yee, Ann (* 1982), US-amerikanische Choreografin
- Yee, Derek (* 1957), chinesischer Filmregisseur, Drehbuchautor und Schauspieler
- Yee, Julian Zhi Jie (* 1997), malaysischer Eiskunstläufer
- Yee, Mark (* 1987), US-amerikanischer Cellist koreanischer Herkunft
- Yee, Regan (* 1995), kanadische Leichtathletin
- Yee, Sally (* 2001), fidschianische Tischtennisspielerin

### Yef
- Yefimkina, Natalija (* 1983), deutsche Filmregisseurin ukrainischer Herkunft

### Yeg
- Yeganeh, Hamid Naderi (* 1990), iranischer Mathematiker
- Yegba Maya, Joseph (* 1944), kamerunischer Fußballspieler
- Yeğen Osman Pascha († 1689), osmanischer Offizier und Gouverneur
- Yegezu, Lishan (* 1985), äthiopischer Langstreckenläufer
- Yéghiayan, Elie (* 1950), syrischer Ordensgeistlicher, armenisch-katholischer Bischof von Sainte-Croix-de-Paris
- Yeghishe Vardapet (410–475), armenischer Geschichtsschreiber
- Yeğin, Melik (* 1996), türkischer Fußballspieler
- Yeginer, Ayla (* 1983), deutsche Theaterregisseurin und Intendantin
- Yeginer, Murat (* 1959), deutscher Theaterschauspieler und Theaterregisseur
- Yego, Alfred Kirwa (* 1986), kenianischer Mittelstreckenläufer
- Yego, Charles Kipkemboi (* 1944), kenianischer Hürdenläufer
- Yego, Daniel Kipkoech (* 1979), kenianischer Marathonläufer
- Yego, Hilal (* 1992), türkischer Hindernisläufer kenianischer Herkunft
- Yego, Jonathan Kiptoo (* 1976), kenianischer Marathonläufer
- Yego, Julius (* 1989), kenianischer Speerwerfer
- Yego, Solomon Kirwa (* 1987), kenianischer Langstreckenläufer
- Yegon, Gilbert (* 1988), kenianischer Marathonläufer
- Yegorova, Natalia (* 1974), ukrainische Sängerin, Aktivistin und ModelNatalia Yegorova (* 1974)

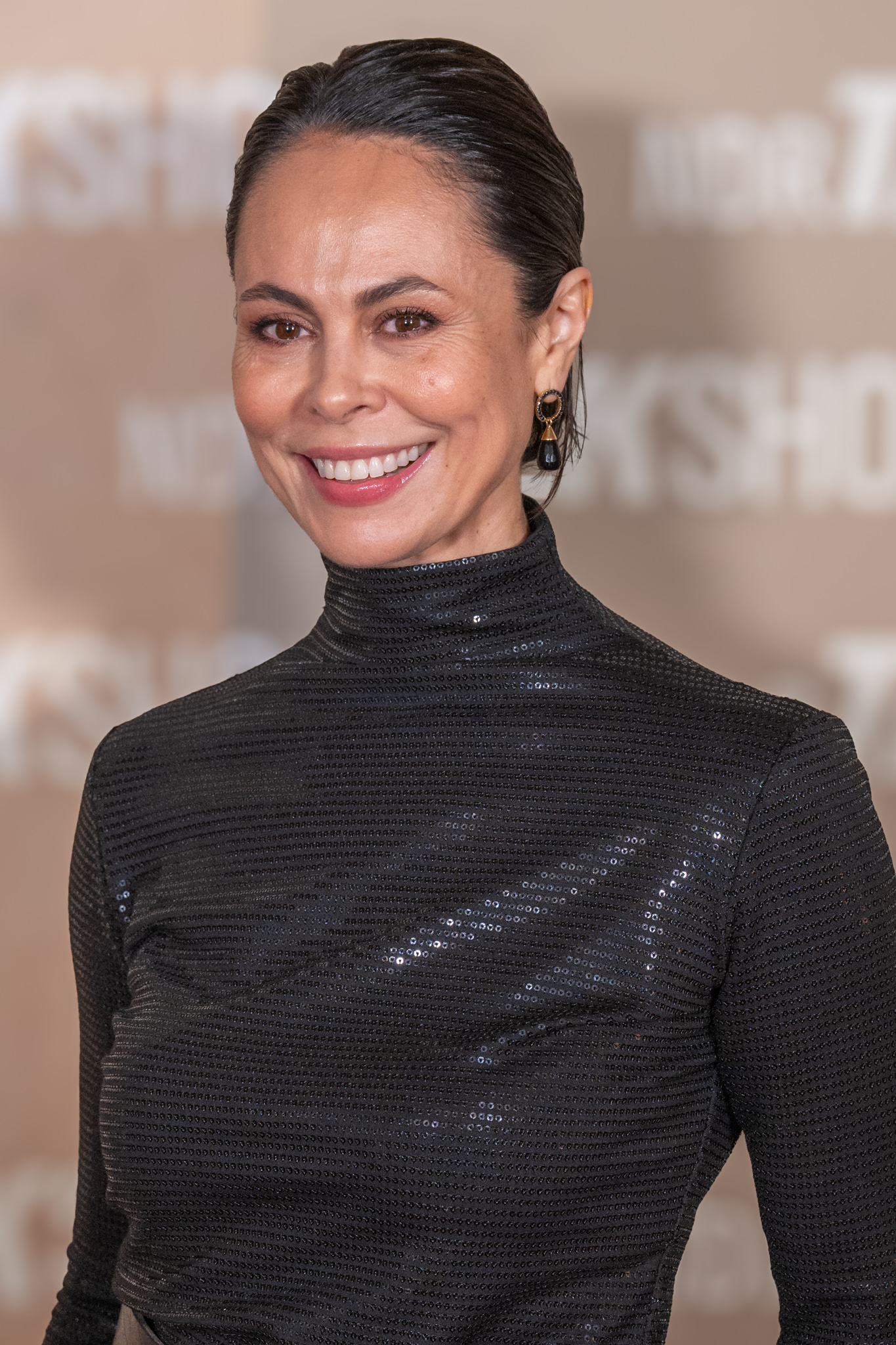
Natalia Yegorova (* 1974)

- Yegros, Celso (1935–2013), paraguayischer Geistlicher, römisch-katholischer Bischof von Carapeguá
- Yegros, Fulgencio (1780–1821), paraguayischer Offizier, Präsident von Paraguay
- Yegros, Julio César (* 1971), paraguayischer Fußballspieler
- Yeguete, Wilfried (* 1991), französischer Basketballspieler

### Yeh
- Yeh Sheng-nan, Thomas (* 1941), taiwanischer Geistlicher, emeritierter römisch-katholischer Erzbischof und Diplomat des Heiligen Stuhls
- Yeh, Catherine Vance, US-amerikanische Sinologin
- Yeh, John Bruce (* 1951), US-amerikanischer Klarinettist und Musikpädagoge
- Yeh, Lily (* 1941), taiwanisch-amerikanische Künstlerin und Hochschullehrerin für Malerei und Kunstgeschichte
- Yeh, Rulan (* 1984), US-amerikanische Badmintonspielerin
- Yeh, Rulien (* 1984), US-amerikanische Badmintonspielerin
- Yeh, Sally (* 1961), hongkongchinesische Sängerin und Schauspielerin
- Yeh, Tsung (* 1950), chinesischer Dirigent
- Yeh, William, US-amerikanischer Filmeditor
- Yehia, Tarek (* 1987), ägyptischer Gewichtheber
- Yehoash (1872–1927), US-amerikanischer Schriftsteller des Jiddischen
- Yehoud-Desel, Efraim (* 1952), israelischer Rabbiner, Chasan und staatlich anerkannter Religionslehrer für Judaistik, Grafikdesigner und Autor
- Yehualaw, Yalemzerf (* 1999), äthiopische Langstreckenläuferin
- Yehuda ben Meir, Rabbiner, Talmud-Lehrer und Reisender

### Yei
- Yeivin, Shmuel (1896–1982), israelischer Archäologe

### Yej
- Yejong (1079–1122), 16. König des Goryeo-Reiches und der Goryeo-Dynastie
- Yejong (1450–1469), 8. König der Joseon-Dynastie in Korea

### Yek
- Yekeen, Tawakalt (* 2001), nigerianische Radsportlerin
- Yekel, Avraham (1922–1976), israelischer Autor
- Yekini, Nafissatou, beninische Fußballschiedsrichterassistentin
- Yekini, Rashidi (1963–2012), nigerianischer Fußballspieler
- Yekka, Sura (* 1997), kanadische Fußballspielerin
- Yeko, Dismas (* 2004), ugandischer Langstreckenläufer
- Yektaparast, Ramin (1988–2024), deutsch-iranischer Rocker, Präsident der Kölner Bandidos
- Yekuno Amlak († 1285), Negus Negest (Kaiser) von Äthiopien

### Yel
- Yela Günther, Rafael (1888–1942), guatemaltekischer Bildhauer und Maler
- Yeladián, Christian (* 1983), uruguayischer Fußballspieler
- Yelawolf (* 1979), US-amerikanischer Rapper
- Yelchin, Anton (1989–2016), US-amerikanischer Filmschauspieler mit russischen WurzelnAnton Yelchin (1989–2016)

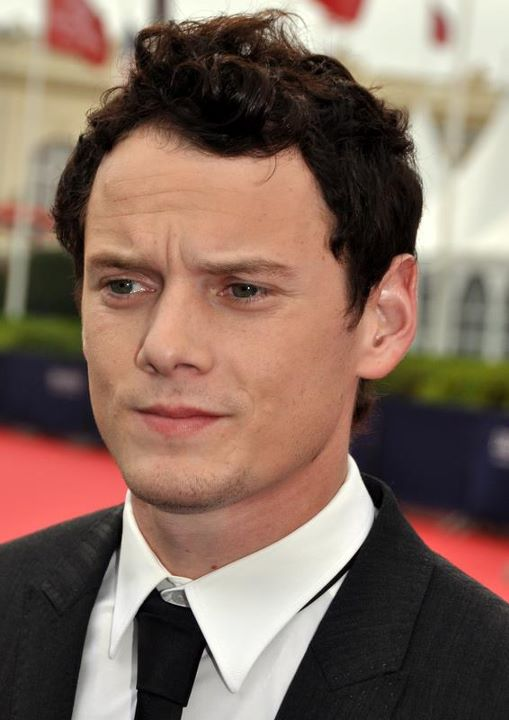
Anton Yelchin (1989–2016)

- Yeldham, Peter (1927–2022), australischer Schriftsteller, Bühnenautor und Drehbuchautor
- Yelek, Kenan (* 1975), türkischer Fußballspieler und -trainer
- Yelen, Zafer (* 1986), türkischer Fußballspieler
- Yelich, Christian (* 1991), US-amerikanischer Baseballspieler
- Yelin, Barbara (* 1977), deutsche Cartoonistin
- Yelin, Ernst (1900–1991), deutscher Bildhauer
- Yelin, Julius Conrad von (1771–1826), deutscher Physiker, Mathematiker und Finanzbeamter
- Yelin, Rudolf der Ältere (1864–1940), deutscher Maler
- Yelin, Rudolf der Jüngere (1902–1991), deutscher Glasmaler
- Yelin, Susanne (* 1968), theoretische Physikerin
- Yelken, Aydın (1939–2022), türkischer Fußballspieler und -trainer
- Yelken, Müslüm (* 1988), deutsch-türkischer Fußballspieler
- Yell, Archibald (1797–1847), US-amerikanischer Politiker
- Yell, Michel (1875–1951), französischer Schriftsteller
- Yella (* 1967), US-amerikanischer Hip-Hop-Musiker und PornoproduzentYella (* 1967)

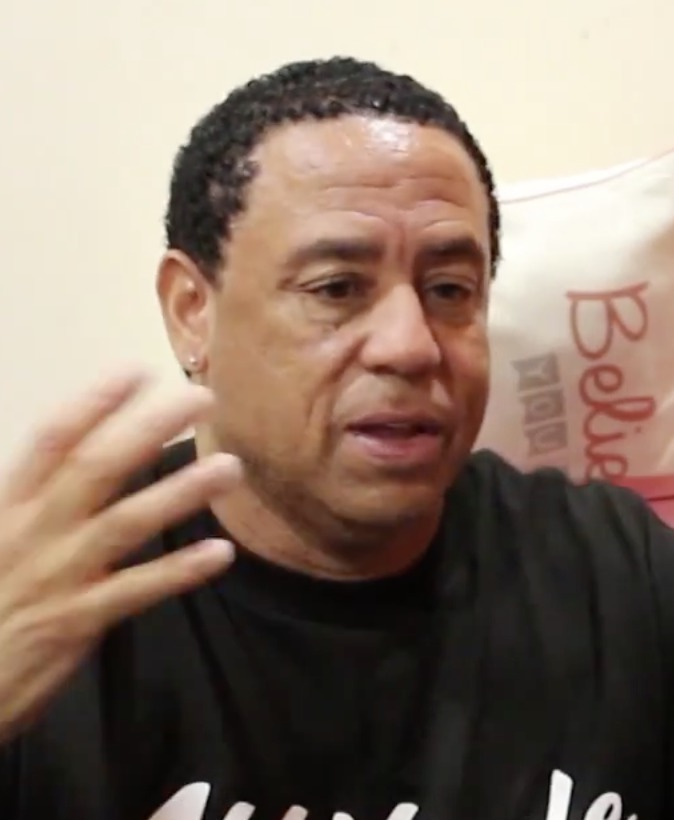
Yella (* 1967)

- Yelldell, David (* 1981), US-amerikanisch-deutscher Fußballtorwart
- Yelle (* 1983), französische Sängerin
- Yelle, Émile (1893–1947), kanadischer Ordensgeistlicher, römisch-katholischer Koadjutorerzbischof von Saint-Boniface
- Yelle, Stéphane (* 1974), kanadischer Eishockeyspieler
- Yellen, Alexander (* 1981), US-amerikanischer Kameramann, Filmregisseur und Filmproduzent
- Yellen, Jack (1892–1991), US-amerikanischer Liedtexter der Tin Pan Alley
- Yellen, Janet (* 1946), US-amerikanische Wirtschaftswissenschaftlerin, Präsidentin des Federal Reserve SystemJanet Yellen (* 1946)

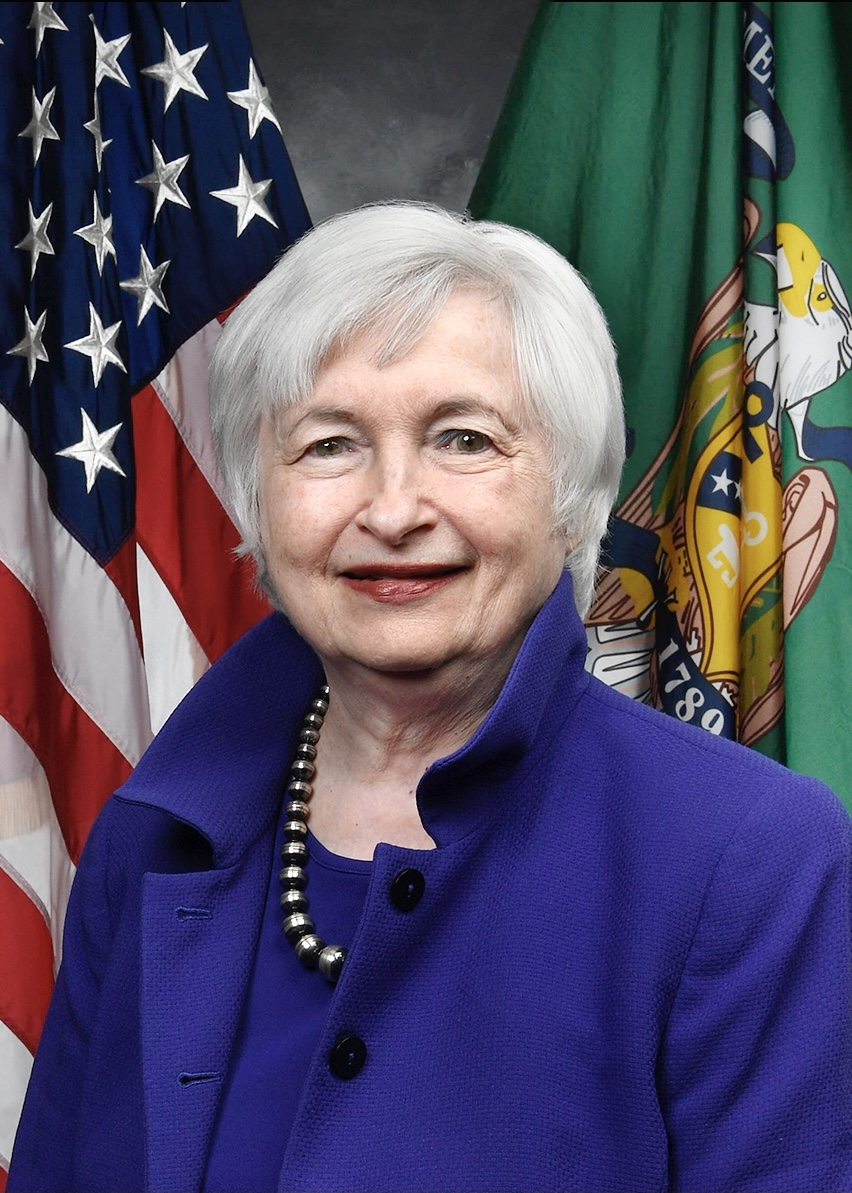
Janet Yellen (* 1946)

- Yellin, Haim (* 1958), israelischer Politiker
- Yellin, Pete (1941–2016), US-amerikanischer Jazzsaxophonist, -flötist und -klarinettist
- Yellin, Tamar (* 1963), britische Autorin
- Yellin, Tom (* 1953), US-amerikanischer Film- und Fernsehproduzent
- Yellin-Mor, Nathan (1913–1980), israelischer Untergrundskämpfer
- Yelling, Hayley (* 1974), britische Langstreckenläuferin
- Yelling, Liz (* 1974), britische Langstreckenläuferin
- Yelloly, Nick (* 1990), britischer Automobilrennfahrer
- Yellow Horn, Colton (* 1987), kanadischer Eishockeyspieler
- Yellowlees, Lesley (* 1953), britische Chemikerin und Hochschullehrerin
- Yellowman, jamaikanischer Reggae-Deejay
- Yellowtail, Susie Walking Bear (1903–1981), indianisch-amerikanische Krankenschwester
- Yellowtail, Thomas (1903–1993), indianischer Häuptling und Medizinmann
- Yelseth, Rolf (1914–1968), südafrikanischer Turner
- Yelü Dashi (1087–1143), Khan, Begründer des Kara Kitai-Khanates
- Yelü, Chucai († 1243), Angehöriger des Herrscherhauses der Kitan
- Yelverton, Hastings (1808–1878), britischer Admiral, Erster Seelord
- Yelvington, Dick (1928–2013), US-amerikanischer American-Football-Spieler
- Yelvington, Malcolm (1918–2001), US-amerikanischer Rockabilly- und Countrysänger

### Yem
- Yemane, Bereket (* 1987), eritreischer Straßenradrennfahrer
- Yemba, David Kekumba, kongolesischer methodistischer Bischof
- Yemişci, Recep (* 1999), türkischer Fußballspieler
- Yemmerrawanne († 1794), Aborigine im Clan der Wangal
- Yemrehana Krestos, äthiopischer Kaiser
- Yemsi, Marie-Ann (* 1963), französische Kuratorin mit deutsch-kamerunischen Wurzeln

### Yen
- Yen Goh, Anton (* 2005), singapurischer Fußballspieler
- Yen Mah, Adeline (* 1937), chinesisch-amerikanische Schriftstellerin
- Yen Man-sung (* 1957), taiwanischer Bogenschütze
- Yen, Ali Sami (1886–1951), türkisch-albanischer Fußballspieler, -trainer und Sportfunktionär
- Yen, Chia-kan (1905–1993), nationalchinesischer Politiker
- Yen, Donnie (* 1963), chinesischer Schauspieler und KampfkünstlerDonnie Yen (* 1963)

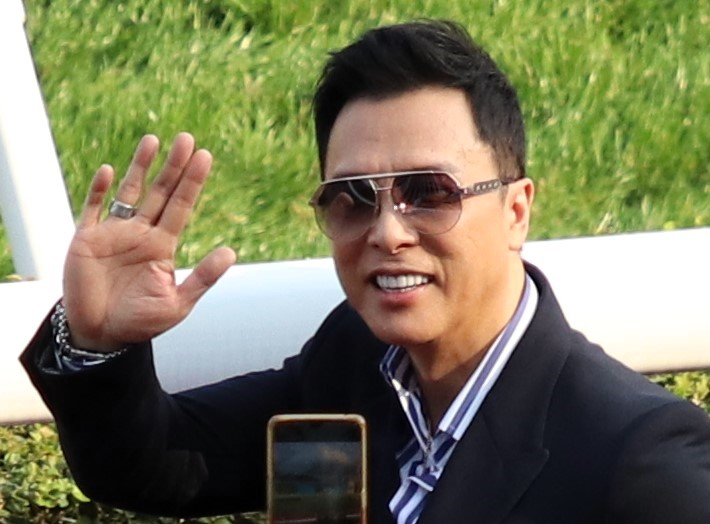
Donnie Yen (* 1963)

- Yen, Nancy (* 1949), chinesische Schauspielerin
- Yenal, Alparslan (* 1935), türkischer Politikwissenschaftler
- Yenal, Ulvi (1908–1993), türkischer Fußballtorhüter
- Yenana, Andile (* 1968), südafrikanischer Jazzmusiker und Musikproduzent
- Yenay, Josephus (* 1975), liberianischer Fußballspieler
- Yenbou, Salima (* 1971), französische Lehrerin und Politikerin (RE, AEI, PS), MdEP
- Yencesse, Ovide (1869–1947), französischer Graveur, Medailleur und Bildhauer
- Yende, Nombulelo (* 1991), südafrikanische Opernsängerin in der Stimmlage Sopran
- Yende, Pretty (* 1985), südafrikanische Opernsängerin (Sopran)
- Yendell, Alexander (* 1975), Soziologe an der Universität Leipzig
- Yendri, deutsche Musikerin
- Yenel, Selim (* 1956), türkischer Diplomat
- Yenen, Arda (* 2006), deutscher Gehörlosensportler im Tischtennis
- Yener, Hande (* 1973), türkische Popsängerin und SongwriterinHande Yener (* 1973)

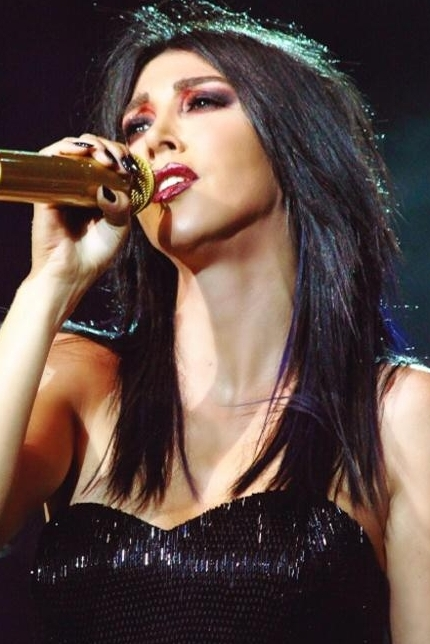
Hande Yener (* 1973)

- Yener, Hüsamettin (* 1995), türkischer Fußballspieler
- Yeneroğlu, Mustafa (* 1975), türkischer Politiker
- Yenes, Eusebia Palomino (1899–1935), spanische Ordensschwester, Selige
- Yengi, Aşkın Nur (* 1970), türkische Popsängerin
- Yengi, Kusini (* 1999), australisch-englischer Fußballspieler
- Yengo, Omer (* 1954), kongolesischer Fußballschiedsrichter
- Yeniçeri, Özcan (* 1954), türkischer Politiker
- Yenicioğlu, Cavit (1910–2009), türkischer Stabsoffizier
- Yenilmez, Berat (* 1970), türkischer Schauspieler
- Yeninci, Selin (* 1988), türkische Schauspielerin
- Yenko, Don (1927–1987), US-amerikanischer Autorennfahrer
- Yennaris, Nico (* 1993), chinesischer Fußballspieler
- Yenni, Pierre Tobie (1774–1845), Bischof von Lausanne-Genf
- Yennie, Ashlynn (* 1985), US-amerikanische SchauspielerinAshlynn Yennie (* 1985)

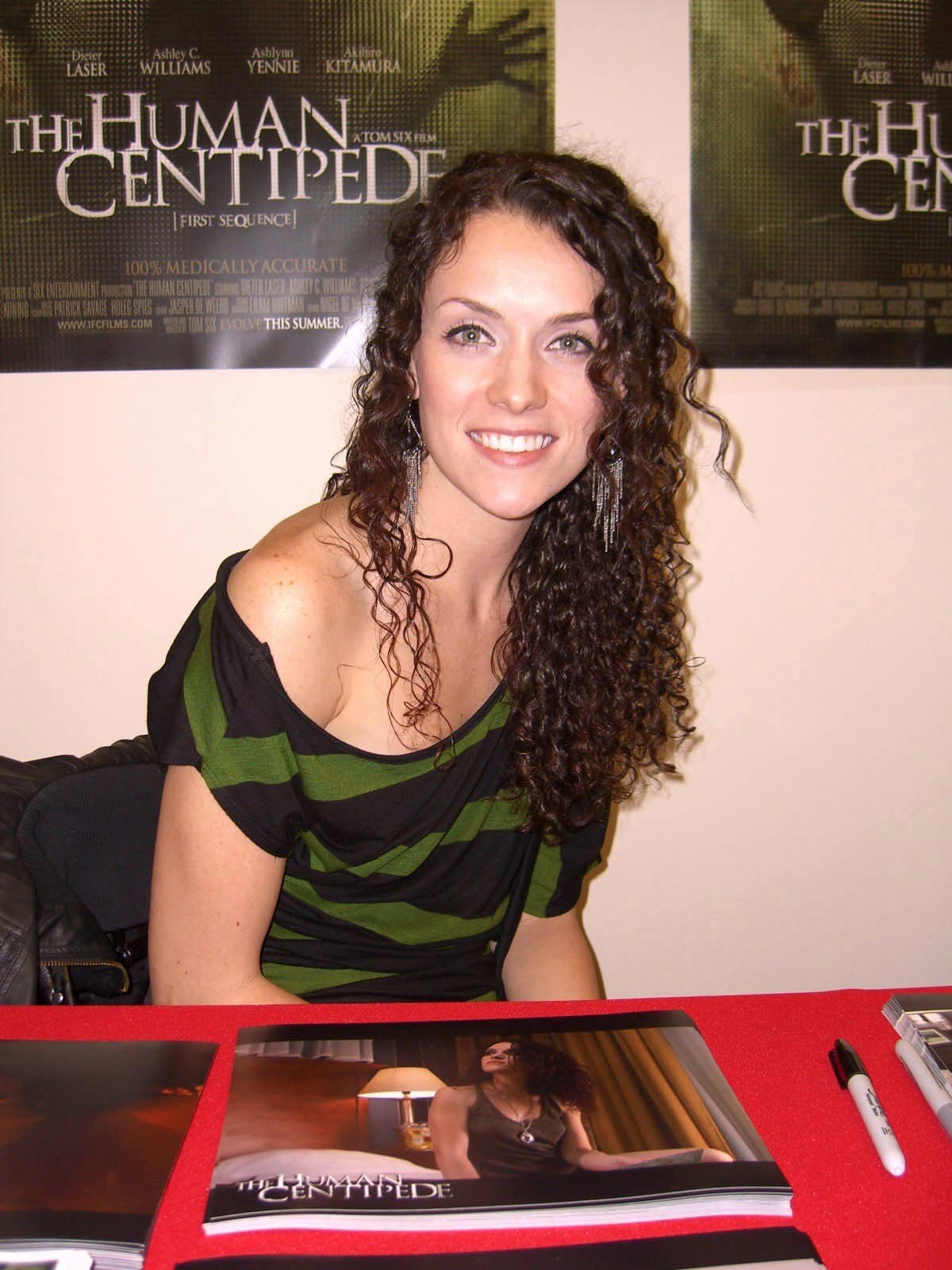
Ashlynn Yennie (* 1985)

- Yenny García, Roberto (* 1972), mexikanischer Geistlicher, römisch-katholischer Bischof von Ciudad Valles
- Yenser, Stephen (* 1941), US-amerikanischer Autor und Hochschullehrer für Anglistik und Literatur

### Yeo
- Yeo Zhao Jiang, Terry (* 1989), singapurischer Badmintonspieler
- Yeo, Archie (* 2003), britischer Leichtathlet
- Yeo, Brian (* 1944), englischer Fußballspieler
- Yeo, Dylan (* 1986), kanadischer Eishockeyspieler
- Yeo, Else (1920–2016), deutsche Lehrerin
- Yeo, Gap-sun (* 1974), südkoreanische Sportschützin
- Yeo, Gary Foo Ee (* 1986), singapurischer Sprinter
- Yeo, George (* 1954), singapurischer Politiker und Brigadegeneral
- Yeo, Guat Kwang (* 1961), singapurischer Politiker
- Yeo, Gwendoline (* 1977), sino-amerikanische Schauspielerin
- Yeo, Hai Ngee (* 1995), singapurischer Fußballspieler
- Yeo, Ho-sua (* 1987), südkoreanischer Sprinter
- Yeo, Hong-chul (* 1971), südkoreanischer Turner
- Yeo, Isaac Burney (1835–1914), englischer Mediziner
- Yeo, James Lucas (1782–1818), britischer Marineoffizier
- Yeo, Jia Min (* 1999), singapurische Badmintonspielerin
- Yeo, Jin-goo (* 1997), südkoreanischer Schauspieler
- Yeo, Jonathan (* 1970), britischer Künstler
- Yeo, Joscelin (* 1979), singapurische Politikerin, Autorin und ehemalige Schwimmerin
- Yeo, Mike (* 1973), kanadischer Eishockeyspieler und -trainer
- Yeo, Moussa Kounfolo (* 2004), malischer Fußballspieler
- Yeo, Peter Frederick (1929–2010), englischer Botaniker
- Yeo, Sang-yeop (* 1984), südkoreanischer Eisschnellläufer
- Yeo, Sung-hae (* 1987), südkoreanischer Fußballspieler
- Yeo-Thomas, Edward (1902–1964), britischer Spion im Zweiten Weltkrieg
- Yeoh, Kay Bin (* 1980), malaysischer Badmintonspieler
- Yeoh, Michelle (* 1962), malaysische SchauspielerinMichelle Yeoh (* 1962)

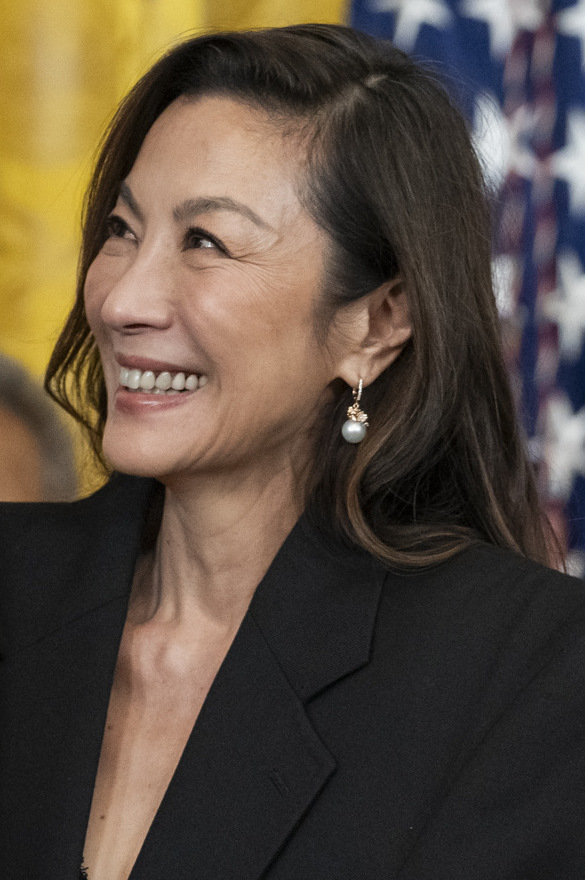
Michelle Yeoh (* 1962)

- Yeoh, Teck Chye (* 1923), malaysischer Badmintonspieler
- Yeom, Andrew Soo-jung (* 1943), südkoreanischer Geistlicher, Kardinal und emeritierter römisch-katholischer Erzbischof von Seoul
- Yeom, Hye-ran (* 1976), südkoreanische SchauspielerinYeom Hye-ran (* 1976)

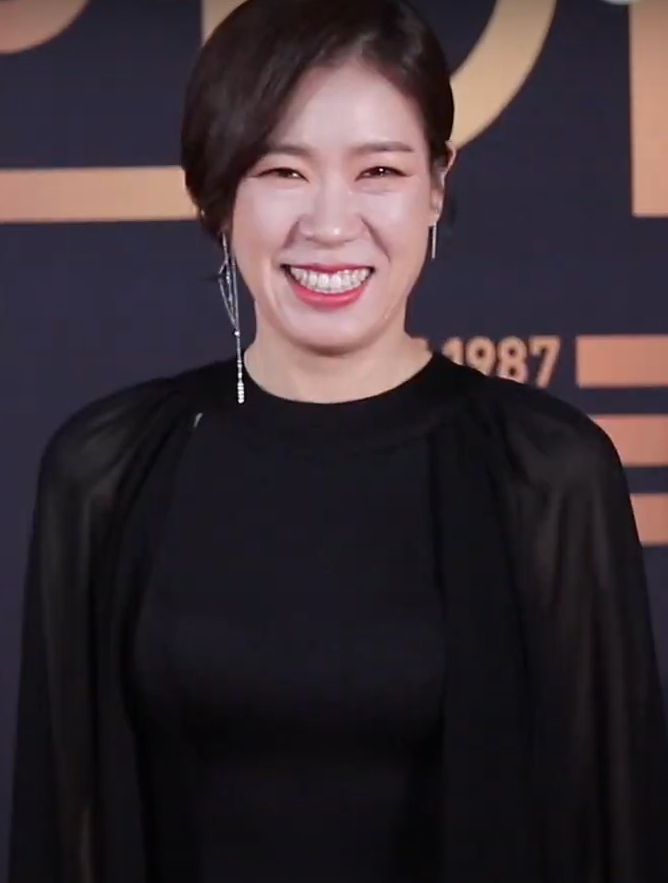
Yeom Hye-ran (* 1976)

- Yeom, Jeong-a (* 1972), südkoreanische Schauspielerin
- Yeom, Ki-hun (* 1983), südkoreanischer Fußballspieler
- Yeoman, Owain (* 1978), britisch-walisischer Schauspieler
- Yeoman, Robert D. (* 1951), US-amerikanischer Kameramann
- Yeon, Gi-sung (* 1989), südkoreanischer Fußballspieler
- Yeon, Je-woon (* 1994), südkoreanischer Fußballspieler
- Yeon, Jung-hoon (* 1978), südkoreanischer Schauspieler
- Yeon, Sang-ho (* 1978), südkoreanischer Filmregisseur
- Yeongjo (1694–1776), 21. König der Joseon-Dynastie in Korea
- Yeonsangun (1476–1506), 10. König der Joseon-Dynastie in Korea
- Yeʾor, Bat (* 1933), britische Autorin und Historikerin
- Yeosock, John J. (1937–2012), US-amerikanischer Generalleutnant

### Yep
- Yep, Virginia (* 1960), peruanische Musikethnologin, Musikerin und Komponistin
- Yepes Rojo, Alfonso (1952–1990), kolumbianischer römisch-katholischer Geistlicher, Apostolischer Präfekt von Leticia
- Yepes, Gustavo (* 1945), kolumbianischer Komponist, Pianist, Dirigent, Opernregisseur und Musikpädagoge
- Yepes, José (1942–2012), spanischer Schauspieler
- Yepes, Mario (* 1976), kolumbianischer Fußballspieler
- Yepes, Narciso (1927–1997), spanischer klassischer Gitarrist, Lautenist, Arrangeur und KomponistNarciso Yepes (1927–1997)

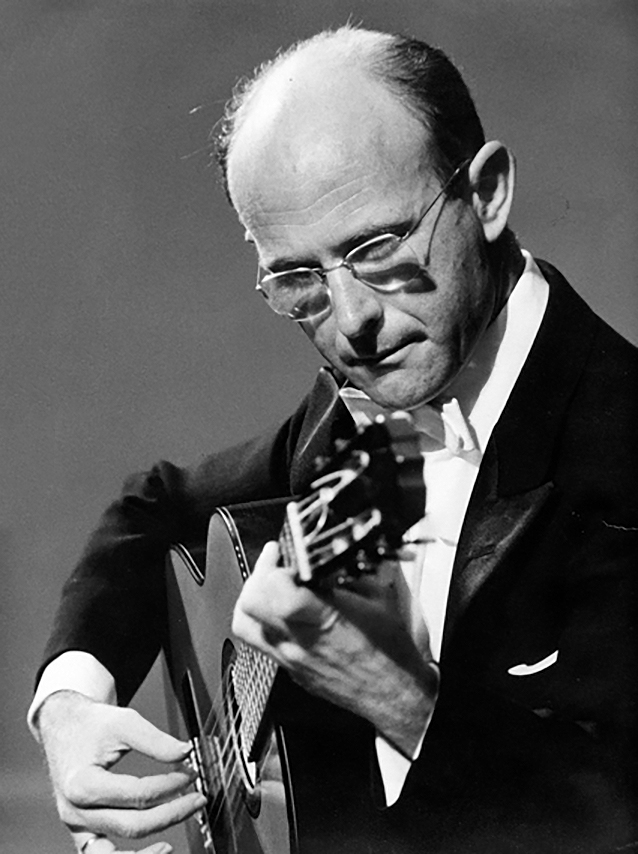
Narciso Yepes (1927–1997)

- Yepes, Tomás (1598–1674), spanischer Stilllebenmaler
- Yépez Naranjo, Carlos Washington (* 1972), ecuadorianischer Geistlicher, römisch-katholischer Bischof von Tulcán
- Yépez, Diego (* 1989), mexikanischer Bahn- und Straßenradrennfahrer
- Yepranosian, Yenovk Schahen (1881–1915), armenischer Schauspieler
- Yeprem Khan (1868–1912), Führungspersönlichkeit der konstitutionellen Bewegung und Polizeichef von Teheran
- Yepremian, Garo (1944–2015), US-amerikanischer American-Football-Spieler

### Yer
- Yeral, Halil (* 2000), türkischer Fußballtorhüter
- Yerazunis, William, Programmierer
- Yerbabuena, Eva (* 1970), spanische Flamenco-Tänzerin
- Yerburgh, Robert, 2. Baron Alvingham (1926–2020), britischer Offizier, Peer und Politiker (parteilos)
- Yerby, Frank (1916–1991), US-amerikanischer Schriftsteller
- Yerena y Camarena, Manuel Jerónimo (1886–1973), mexikanischer Geistlicher, Bischof von Huejutla
- Yerger, Mark C. (1955–2016), amerikanischer Militärschriftsteller
- Yergin, Daniel (* 1947), US-amerikanischer Autor, Wirtschaftswissenschaftler und Pulitzer-Preisträger
- Yeri (* 1999), südkoreanische Sängerin
- Yerkel, Yusuf (* 1984), türkischer Beamter
- Yerkes, Charles Tyson (1837–1905), US-amerikanischer Finanzier
- Yerkes, Robert (1876–1956), US-amerikanischer Psychologe, Ethologe und Primatologe
- Yerkinova, Sanobar (* 1998), usbekische Speerwerferin
- Yerlès, Bernard (* 1961), belgischer Schauspieler
- Yerli, Cevat (* 1978), deutsch-türkischer Unternehmer und EntwicklerCevat Yerli (* 1978)

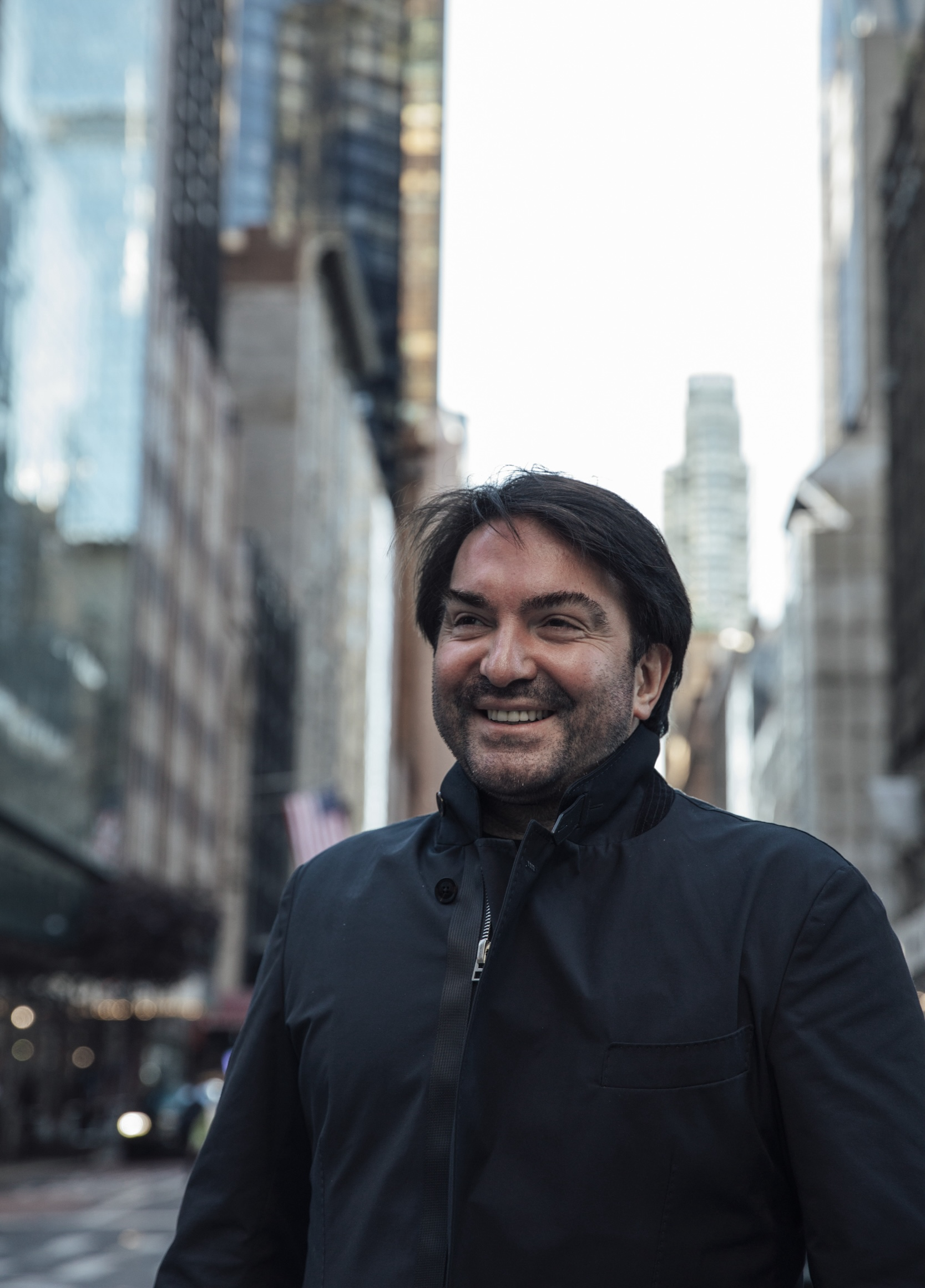
Cevat Yerli (* 1978)

- Yerlikaya, Filiz (1971–2002), türkische Märtyrerin der Arbeiterpartei Kurdistans
- Yerlikaya, Hamza (* 1976), türkischer Ringer
- Yerlikaya, Hayrettin (* 1981), türkischer Fußballspieler
- Yerlikaya, Hyp (* 1970), deutsch-türkischer Werbe- und Modefotograf
- Yerlitaş, Nur (1955–2020), türkische Modedesignerin
- Yerly, Joseph (1896–1961), Schweizer Autor
- Yerman, Jack (* 1939), US-amerikanischer Sprinter und Olympiasieger
- Yermenoglou, Christos (1969–2022), griechischer Jazz- und Improvisationsmusiker (Schlagzeug)
- Yermo y Parres, Joseph Maria de (1851–1904), mexikanischer Priester, Ordensgründer und Heiliger der katholischen Kirche
- Yermolinsky, Alex (* 1958), US-amerikanischer Schachspieler russischer Herkunft
- Yermolyeva, Viktoriya (* 1978), ukrainische Pianistin
- Yerniyazov, Musa (1947–2020), usbekischer Politiker
- Yerolemou, Miltos, griechischer Schauspieler
- Yerolymos, Margot (* 1997), französische Tennisspielerin
- Yerovi, Clemente (1904–1981), ecuadorianischer Politiker, Präsident von Ecuador
- Yersel, Melih (* 2001), türkischer Kugelstoßer
- Yershon, Gary (* 1954), britischer Komponist
- Yersin, Alexandre Émile Jean (1863–1943), schweizerisch-französischer Arzt und BakteriologeAlexandre Émile Jean Yersin (1863–1943)

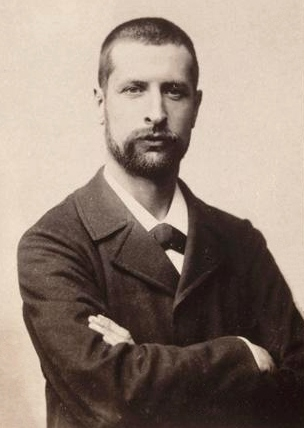
Alexandre Émile Jean Yersin (1863–1943)

- Yersin, Yves (1942–2018), Schweizer Filmregisseur, Drehbuchautor und Filmproduzent
- Yerushalmi, Yosef Hayim (1932–2009), US-amerikanischer Historiker
- Yerxa, Ron (* 1947), US-amerikanischer Filmproduzent

### Yes
- Yes-R (* 1986), niederländischer Hip-HopperYes-R (* 1986)
- Yesebokheamani, nubischer König
- Yesevi, Ahmed († 1166), Sufi

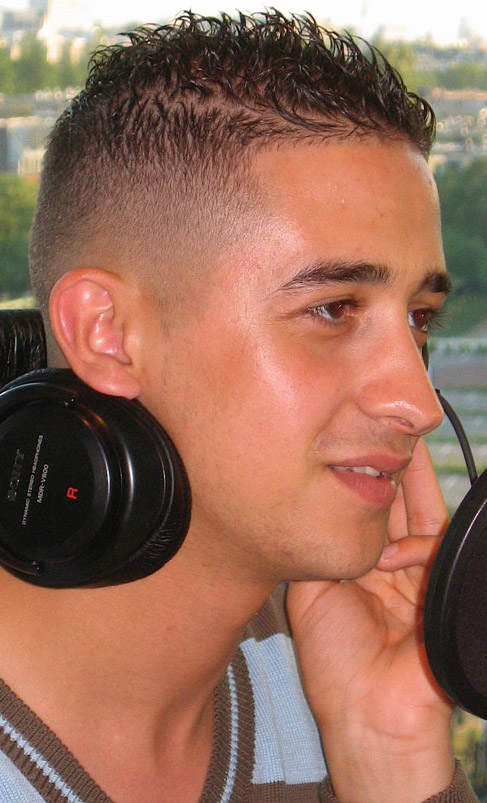
Yes-R (* 1986)

- Yeshaneh, Ababel (* 1991), äthiopische Langstreckenläuferin
- Yeshaq († 1578), Herrscher (Bahr Negash) über die Region Mdre Bahri
- Yeshayahu-Sharabi, Yisrael (1908–1979), israelischer Politiker
- Yeshe Dorje (1676–1702), elfter Lama in der Inkarnationsreihe der Karmapa
- Yeshe Rinchen (1249–1295), Kaiserlicher Lehrer (dishi)
- Yeshe Tenpe Gyeltshen (1787–1846), vierter Tschangtscha Hutuktu
- Yeshe Tenpe Nyima (1758–1773), 3. Jebtsundamba Khutukhtu
- Yeshe Tsogyal, Meisterin des tibetischen Buddhismus (Vajrayana)
- Yeshetela, Atelaw (* 1987), belgischer Langstreckenläufer
- Yeşil, Mehmet (* 1998), türkischer Fußballspieler
- Yeşil, Muhammet (* 2000), türkischer Fußballspieler
- Yesil, Samed (* 1994), deutscher Fußballspieler
- Yeşil, Sinan (* 1972), türkischer Fußballspieler
- Yesil, Vehbi Can (* 1995), deutscher Schauspieler, Tänzer und Choreograph
- Yeşilada, Karin (* 1965), deutsche Germanistin und Literaturkritikerin
- Yeşilçay, Mehmet Cemal (* 1959), türkischer Musiker
- Yeşilçay, Nurgül (* 1976), türkische Schauspielerin
- Yeşilgöz, Dilan (* 1977), niederländische Politikerin (VVD)Dilan Yeşilgöz (* 1977)

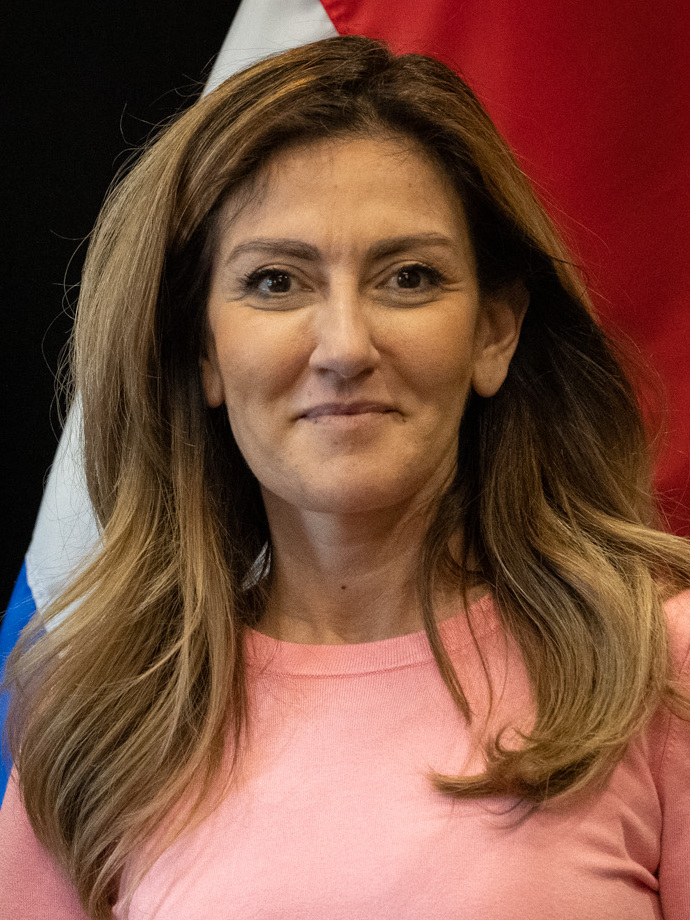
Dilan Yeşilgöz (* 1977)

- Yeşilırmak, Cihan (* 1987), türkischer Fußballspieler
- Yesilkaya, Erol (* 1976), deutsch-türkischer Drehbuchautor
- Yeşilmen, Youssef (* 1988), deutsch-türkischer Fußballspieler
- Yesilöz, Emre Can (* 2003), österreichischer Fußballspieler
- Yeşilöz, Yusuf (* 1964), kurdisch-schweizerischer Autor
- Yeşilyurt, Erdoğan (* 1993), deutsch-türkischer Fußballspieler
- Yeşilyurt, Hasan Emre (* 2000), türkischer Fußballspieler
- Yesli, Widad (* 2000), algerische Leichtathletin
- Yéspica, Aída (* 1982), venezolanisches Model und Schauspielerin
- Yespolova, Nasiba (* 2002), usbekische Tennisspielerin
- Yesso, Maximiliano Del (* 1979), argentinischer Fußballschiedsrichterassistent
- Yeste, Francisco (* 1979), spanischer Fußballspieler
- Yester, Jerry (* 1943), US-amerikanischer Folkrock-Musiker, Produzent und Arrangeur
- Yester, Jim (* 1939), US-amerikanischer Musiker
- Yeston, Maury (* 1945), US-amerikanischer Musicalkomponist, Songtexter und Autor
- Yesü Möngke († 1252), Sohn von Tschagatai Khan
- Yesudian, Selvarajan (1916–1998), indisch-schweizerischer Yogalehrer
- Yesufu, Aisha (* 1973), nigerianische Menschenrechtsaktivistin
- Yesügai (1134–1171), Herrscher der Mongolen und Vater von Dschinghis Khan
- Yesun Timur Khan (1276–1328), chinesischer Kaiser der Yuan-Dynastie

### Yet
- Yetbarak, Negus Negest (Kaiser) von Äthiopien
- Yeten, Hakkı (1910–1989), türkischer Fußballspieler, -trainer und -funktionär
- Yeter, Burak (* 1982), türkischer DJ, Musiker und Musikproduzent
- Yeter, Hanefi (* 1947), türkischer Kunstmaler
- Yetim, Ibrahim (* 1965), deutscher Politiker (SPD), MdL
- Yetiş, Duygu (* 1985), türkische Schauspielerin
- Yetişmiş, Erkan (* 1984), türkischer Fußballspieler
- Yetkin, Murat (* 1959), türkischer Journalist
- Yetkiner, Müjdat (* 1961), türkischer Fußballspieler
- Yetkiner, Müzdat (1922–1994), türkischer Fußballspieler, -trainer und -funktionär
- Yetts, Walter Perceval (1878–1957), britischer Mediziner, Kunsthistoriker und Fotosammler
- Yetzeler, Johann (1543–1622), Schweizer Theologe und Dramatiker

### Yeu
- Yeuell, Jasper (1925–2003), englischer Fußballspieler
- Yeun, Steven (* 1983), südkoreanisch-US-amerikanischer Schauspieler und SynchronsprecherSteven Yeun (* 1983)

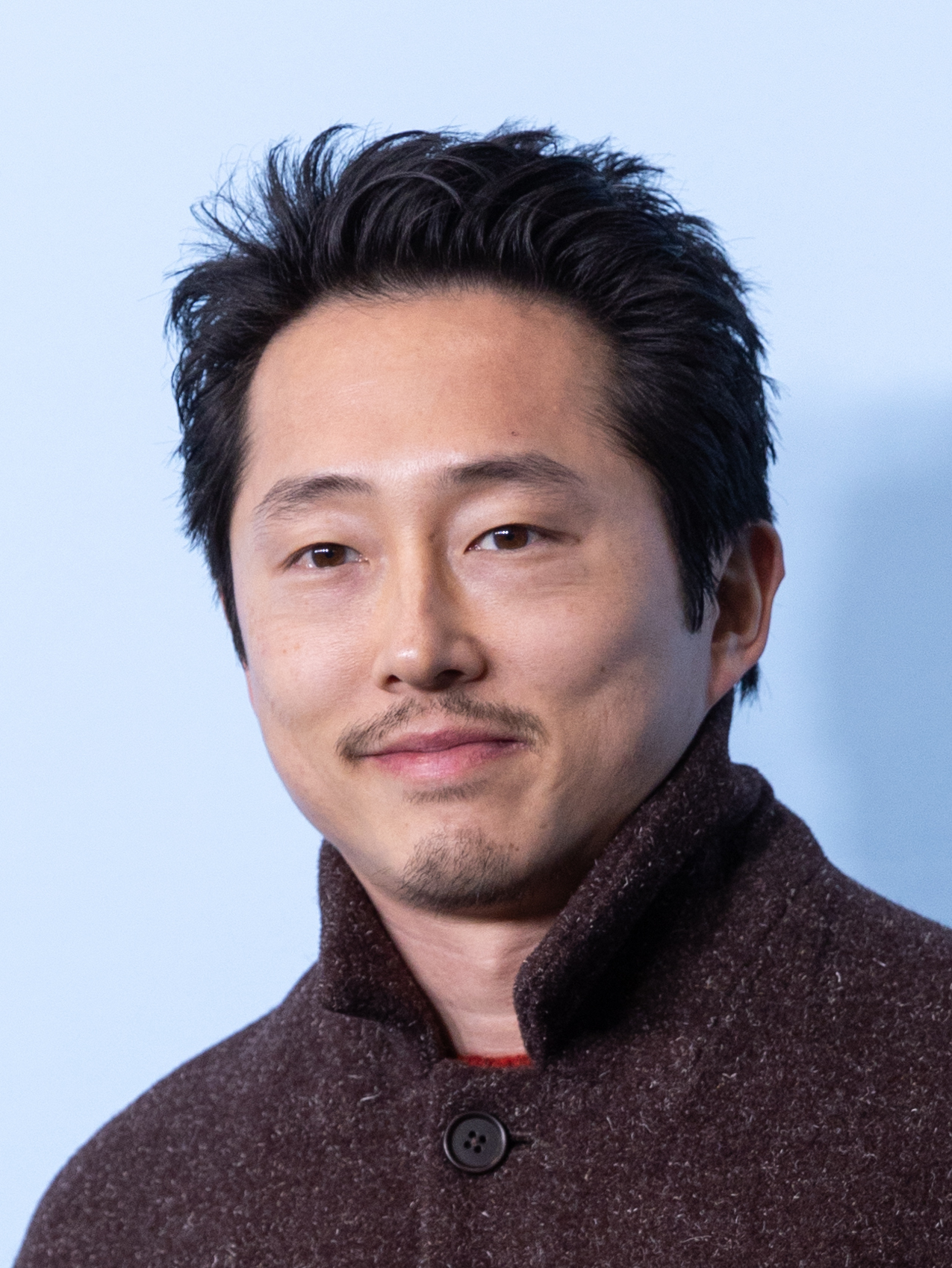
Steven Yeun (* 1983)

- Yeung, Bolo (* 1946), chinesischer Schauspieler und ehemaliger Bodybuilder
- Yeung, Hok Tak (* 1970), chinesischer Comiczeichner
- Yeung, Man Wai (* 1994), chinesische Hochspringerin (Hongkong)
- Yeung, Michael Ming-cheung (1945–2019), chinesischer Geistlicher, römisch-katholischer Bischof von Hongkong
- Yeung, Nga Ting (* 1998), chinesische Badmintonspielerin (Hongkong)
- Yeung, Pui Lam (* 2001), chinesische Badmintonspielerin (Hongkong)
- Yeung, Ray, Hongkonger Regisseur und Drehbuchautor
- Yeung, Raymond W. (* 1962), chinesischer Informatiker
- Yeung, Tavia Yi (* 1979), chinesische Schauspielerin
- Yeung, Tim (* 1978), US-amerikanischer Schlagzeuger von Divine Heresy
- Yeung, Virginia Yik Kei (* 1992), chinesische Badmintonspielerin (Hongkong)
- Yeung, William Kwong Yu, kanadischer Astronom
- Yeung, Yik Kei, chinesischer Badmintonspieler (Hongkong)
- Yeung, Ying Hon (* 1988), hongkong-chinesischer Radrennfahrer
- Yeutter, Clayton Keith (1930–2017), US-amerikanischer Politiker

### Yev
- Yevonde, Madame (1893–1975), britische Fotografin und Pionierin der Farbfotografie

### Yew
- Yew Cheng Hoe (* 1943), malaysischer Badmintonspieler

### Yey
- Yéyé, Jordann (* 1988), französischer Fußballspieler

### Yez
- Yezierska, Anzia († 1970), polnisch-US-amerikanische Schriftstellerin